# Mike Loades
Mike Loades er en britisk forfatter, tv-vært, instruktør og militærekspert.
Loades har primært optrådt som vært eller som ekspert i mange Dokumentarfilm om historiske våben. Han har også arrangeret actionscener på over 100 forskellige film- og tv-produktioner.[kilde mangler] Som tv-vært er han bedst kendt for BBC-serien Time Commanders, Weapons That Made Britain på Channel 4 og Weapon Masters på Discovery. Han var også vært på programmet Going Medieval på H2 Channel i 2012.
Han har instrueret mange tv-dramaer og dokumentarfilm:
- USS Constellation - Battling For Freedom, Indigo Films på History Channel 2007
- The Hunt For Lincoln's Assassin, Indigo Films på Nat Geo Channel 2006
- The Plot To Kill Jesse James, Indigo Films på History Channel 2006
- The Plot to Kill Reagan, Indigo Films på History Channel 2005
- Archery - Its History and Forms, Running Wolf Productions 1995 (video)
- Blow by Blow Guide to Swordfighting, Running Wolf Productions 1991 (video)

I 2010 medvirkede han som våbenekspert i tv-dokumentaren Medieval Fight Book om krigsmaskiner fra Hans Talhoffers fægtemanual. I 2013 producerede han en kort præsentationsfilm for Middelaldercentret ved Nykøbing Falster, hvor dele af Medieval Fight Book blev optaget, lige som flere af museet rekonstruktioner blev benyttet.
I sine programmer demonstrerer han militærhistorie fra flere historiske perioder ved brug af "hands-on": våben afprøves og testes. Han er en øvet rytter, fører af stridsvogn, bueskytte, bueskytte til hest, ridder, fægtemester og sortkrudtskytte.